# Eurycotis guttata
Eurycotis guttata är en kackerlacksart som först beskrevs av Carl Peter Thunberg 1810.  Eurycotis guttata ingår i släktet Eurycotis och familjen storkackerlackor. Inga underarter finns listade i Catalogue of Life.